# عواطف عبد الرحمن
عواطف عبد الرحمن (1939 -) هي ابنة قرية الزرابي بمركز أبو تيج بمحافظة أسيوط، تعلمت بالقرية وحصلت على المركز الأول على مستوي الجمهورية في التعليم الابتدائي ثم انتقلت للتعليم الإعدادي بمحافظة أسيوط فحصلت على المركز الأول على مستوي الجمهورية، وأنتقلت للتعليم الثانوي بالقاهرة لعدم توافره بالصعيد آنذاك فحصلت على المركز الأول على مستوى القاهرة. وقد كان والدها يشغل منصب عمدة القرية،

## دراستها
درست بقسم الصحافة بكلية الآداب بجامعة القاهرة وتخرجت بتفوق عام 1960م فرشحها أستاذها خليل صابات للعمل كصحفية في القسم السياسي بجريدة الأهرام (1960-1964) ومجلة السياسة الدولية ثم محررة بجريدة الأهرام الاقتصادي (1968-1972).
تفوقت في العمل الصحفي وأجرت أكثر من مائة وخمسون حوارا مع سفراء العالم الثالث. حصلت على الماجستير في موضوع صحافة الثورة الجزائرية عام 1968م والدكتوراه في الإعلام عام 1975م ثم تدرجت بكلية الإعلام بجامعة القاهرة كالتالي:
- مدرس مساعد بمعهد الإعلام – جامعة القاهرة 1972-1975.
- مدرس بقسم الصحافة بكلية الإعلام 1975.
- أستاذ مساعد بقسم الصحافة بكلية الإعلام 1980.
- أستاذة ورئيسة قسم الصحافة بكلية الإعلام 1985-1987.
- وكيلة كلية الإعلام للدراسات العليا والبحوث 1987.

## عملها
ترقت بالمناصب حتي وصلت رئيس لقسم الصحافة ورئيس ومؤسس لقسم الإعلام بجامعة أسيوط ورئيس لتحرير مجلة الدوار الصادرة عن اليونسكو ومركز بحوث المرأة بجامعة القاهرة ورئيس لمركز بحوث المرأة والإعلام سابقاً وعضو تحرير جريدة الجازيت بهولندا والمتحدث الرسمي باسم أفريقيا ودول الشرق الأوسط في المجال الإعلامي والمتحدث الرسمي باسم مصر في مجال الإعلام لأكثر من ماثة وخمسون مؤتمر دولي سافرت أكثر من 91 دولة بمختلف أنحاء العالم.

## من مؤلفاتها
- اكتشاف أفريقيا، (مع آخرين)، دار المعرفة، القاهرة، 1961م.
- إسرائيل وإفريقيا من 1948-1984 (مع آخرين)، مركز الأبحاث الفلسطينية، 1974م.
- الصحافة العربية في الجزائر، معهد الدراسات العربية، القاهرة، 1978م.
- بريد القراء في الصحافة العربية، (مع آخرين)، مركز البحوث الاجتماعية والجنائية، القاهرة، 1979م.
- وسائل الإعلام في إفريقية
- دور وسائل الإعلام الإفريقية
- مصر وفلسطين، سلسلة عالم المعرفة، الكويت، فبراير 1980.[1]
- قضايا التبعية الاعلامية والثقافية في العالم الثالث، سلسلة عالم المعرفة، يونيو [2]
- مقدمة في الصحافة الإفريقية.
- الصحافة الصهيونية في مصر (1897-1954).
- أفريقيا والرأي العام.
- دراسات في الصحافة المصرية المعاصرة.
- المدرسة الاشتراكية في الصحافة: الحقبة اللينية (1896-1923)
- دراسات في الصحافة العربية المعاصرة.
- بحوث الاتصال والصحافة.
- هموم الصحافة والصحفيين في مصر.
- فجر الصحافة العربية.
- المرأة العربية والإعلام.

## الجوائز والأوسمة
حصلت على:
- جائزة العويس
- أفضل عشر نساء مصريات بمجلة حواء
- جائزة البحرين لأفضل بحوث عن المرأة
- جائزة جامعة القاهرة التقديرية
- جائزة سلطان بن علي العويس في مجال الدراسات الإنسانية والمستقبلية الدورة الرابعة: 1994 - 1995